# Sukadelap
Sukadelappen, in Vlaanderen ook endvogel of zenuwstuk, zijn lappen rundvlees gesneden van het sukadestuk, dat is een van de negen onderdelen uit de runderschouder.
Het sukadestuk is gelegen tegen het schouderblad. Dit bevat een dikke harde rand bindweefsel (pees/zeen) die door de slager meestal gedeeltelijk wordt verwijderd. Als het vlees gaar is, is die zeen net zo doorschijnend en zacht als sukade.